# Ампула прямой кишки человека
Ампула прямой кишки, или ампулярная часть, ампулярный отдел прямой кишки (лат. ampulla recti) — верхний, широкий отдел прямой кишки человека, находящийся на уровне крестца.
Ампула прямой кишки слегка отклоняется влево и назад, т.е. имеет изгиб во фронтальной и в сагиттальной плоскостях, в последней изгиб носит название крестцового (flexura sacralis). 
В своей верхней части ампула прямой кишки переходит в сигмовидную ободочную кишку — дистальный конец толстой кишки. В этом месте ампула прямой кишки суживается, резко поворачивает влево, после поворота снова идет расширение — это уже сигмовидная ободочная кишка. В месте поворота (сигмоидо-ректальный угол) имеются складки слизистой и мышечное кольцо — это так называемый сигмо-ректальный сфинктер (сфинктер О’Берна-Пирогова-Мутье), отделяющий её от толстой кишки (в частности, от нисходящей ободочной кишки). Наружный сфинктер заднего прохода (лат. musculus sphincter ani externus) принадлежит к поперечнополосатым мышцам промежности. Внутренний сфинктер заднего прохода (лат. musculus sphincter ani internus) образован гладкомышечными клетками.